# Parafia św. Katarzyny w Golubiu-Dobrzyniu (Golub)
Parafia św. Katarzyny w Golubiu-Dobrzyniu (Golub) – parafia rzymskokatolicka w diecezji toruńskiej, w dekanacie golubskim, z siedzibą w Golubiu-Dobrzyniu. Erygowana w XIII wieku.

## Kościół parafialny
Kościół obecny pochodzi z XII–XIV w. Został zbudowany z czerwonej cegły w stylu gotyckim. Nawę i wieżę wybudowano w latach 1320–1350. Z jeszcze wcześniejszego okresu pochodzi prezbiterium. Wnętrze kościoła posiada barokowe wyposażenie. W ołtarzu głównym znajduje się XVI-wieczna Pietà. W ciągu wieków kościół był niszczony przez pożary, okradany i odbudowywany ze zniszczeń. Ostateczną, dzisiejszą formę uzyskał w XIX stuleciu.

## Zasięg parafii
- Ulice: Brodnicka, Browarowa, Chopina, Dworcowa, Kościelna, Hallera, 17-Stycznia, Rynek, Podmurna, PTTK, Toruńska, Wodna, Zamkowa, Zamurna, Słuchajska.

(Cała golubska część miasta – tereny na południe od Drwęcy należą do dobrzyńskiej parafii).
- Miejscowości:

Antoniewo, Bobrowiska, Krążno, Konstancjewo, Lisewo, Lisak, Handlowy Młyn, Mokry Las, Nowa Wieś, Olszówka, Owieczkowo, Pasieka, Nowy Młyn, Podzamek Golubski, Słuchaj, Skępsk, Sokoligóra, Zawada.